# Duraisamy Simon Lourdusamy
Duraisamy Simon Lourdusamy, indijski rimskokatoliški duhovnik, škof in kardinal, * 5. februar 1924, Kalleri, Indija, † 2. junij 2014, Rim, Italija.

## Življenjepis
21. decembra 1951 je prejel duhovniško posvečenje.
2. julija 1962 je bil imenovan za pomožnega škofa Bangalora in za naslovnega škofa libijske Sozuse; 22. avgusta istega leta je prejel škofovsko posvečenje.
9. novembra 1964 je postal sonadškof Bangalora in naslovni nadškof Filipov. 11. januarja 1968 je nasledil nadškofovski položaj. S tega položaja je odstopil 30. aprila 1971.
2. marca 1971 je postal uradnik Kongregacije za evangelizacijo ljudstev in 26. februatja 1973 je bil imenovan za tajnika iste kongregacije.
25. maja 1985 je bil povzdignjen v kardinala in imenovan za kardinal-diakona S. Maria delle Grazie alle Fornaci fuori Porta Cavalleggeri.
Med 30. oktobrom 1985 in 24. majem 1991 je bil prefekt Kongregacije za vzhodne cerkve.
29. januarja 1996 je postal kardinal-duhovnik S. Maria delle Grazie alle Fornaci fuori Porta Cavalleggeri.